# Lưỡi rắn trắng
Lưỡi rắn trắng hay bạch hoa xà thiệt thảo, cỏ lưỡi rắn hoa trắng, an điền lan, bòi ngòi bò (danh pháp hai phần: Oldenlandia diffusa) là một loài thực vật thuộc họ Thiến thảo. Loài này được (Willd.) Roxb. mô tả khoa học đầu tiên năm 1814. Cây mọc dại ở Nhật Bản, Trung Quốc, Nepal, Bangladesh, Bhutan, Sri Lanka, Thái Lan, Việt Nam, Đài Loan, Indonesia, Malaysia, Philippines.
Tài liệu y học phương đông ghi chép nó được sử dụng làm dược liệu trong điều trị một số bệnh liên quan hệ miễn dịch, sốt, ung thư.